# Amityville 2 : Le Possédé
Pour les articles homonymes, voir Amityville.
Série
Amityville : La Maison du diable Amityville 3D : Le Démon
Pour plus de détails, voir Fiche technique et Distribution.
Amityville 2 : Le Possédé (Amityville II: The Possession) est un film américano-mexicain réalisé par Damiano Damiani, sorti en 1982.
C'est le second film de la saga Amityville. C'est une préquelle à Amityville : La Maison du diable (1979). Il sera suivi de Amityville 3D : Le Démon (1983).

## Synopsis
1974. Anthony Montelli est tout fier d'avoir pu acquérir cette grande et somptueuse maison de style colonial à Amityville, Long Island, pas très loin de New York. Les Montelli ont quatre enfants : Mark et Jan, les plus jeunes, puis Johnny et Patricia plus âgés. Les premiers incidents seront attribués au stress et à l'énervement du déménagement et de l'emménagement. Mais, très vite, la maison semble jouer un rôle maléfique dans le comportement de Johnny…

## Fiche technique
- Titre original : Amityville II: The Possession
- Titre français : Amityville 2 : Le Possédé
- Réalisation : Damiano Damiani
- Scénario : Tommy Lee Wallace, d'après le livre Murder in Amityville de Hans Holzer
- Photographie : Franco Di Giacomo
- Son : Kim H. Ornitz
- Directeur artistique : Ray Recht
- Musique : Lalo Schifrin
- Montage : Sam O'Steen
- Producteur : Ira N. Smith et Stephen R. Greenwald
  - Producteur délégué : Bernard Williams et Dino De Laurentiis
  - Producteur associé : José López Rodero
- Sociétés de production : Dino De Laurentiis Company, Estudios Churubusco Azteca S.A. et Media Transactions
- Distribution : 
  - États-Unis : Orion Pictures
  - Canada : Ambassador Film Distributors
  - France : UGC
- Budget : 5 000 000 $ (USD) (estimation)
- Pays d'origine :  États-Unis,  Mexique
- Langue originale : Anglais
- Format : couleur (Technicolor) — 1.85 : 1 — son : Mono
- Genre : Epouvante-Horreur
- Durée : 104 minutes
- Dates de sortie[1] :
  - États-Unis : 24 septembre 1982
  - Mexique : 24 mars 1983
  - France : 5 janvier 1983
- Classification : Interdit aux moins de 16 ans en France
- Affiche : Michel Landi (France)

## Distribution
- James Olson (VF : Pierre Santini) : le père Adamsky
- Burt Young (VF : Henry Djanik) : Anthony Montelli
- Rutanya Alda (VF : Martine Messager) : Dolores Montelli
- Jack Magner (VF : Denis Boileau) : Johnny Montelli
- Andrew Prine (VF : Joël Martineau) : le père Tom
- Diane Franklin (VF : Maïk Darah) : Patricia Montelli
- Moses Gunn (VF : Jean Berger) : l'inspecteur Turner
- Ted Ross (VF : Jacques Deschamps) : M. Booth
- Erika Katz (VF : Catherine Lafond) : Jan Montelli
- Brent Katz (VF : Jackie Berger) : Mark Montelli
- Leonardo Cimino (VF : René Bériard) : le chancelier
- Danny Aiello III : un déménageur
- Gilbert Stafford : un déménageur
- Petra Lea : Mme Greer
- Allan Dellay (VF : Edmond Bernard) : le juge
- John Ring : le chef de la police
- Roger Cudney (VF : Sady Rebbot) : le procureur (non crédité)

## Production

### Genèse et développement
George Lutz, qui a été l'un des propriétaires de la maison au cœur de l'affaire d'Amityville, voulait que cette suite s'inspire de l'ouvrage The Amityville Horror Part II (en) de John G. Jones, mais le producteur Dino De Laurentiis avait signé un contrat avec American International Pictures pour utiliser le livre Murder in Amityville (en) de Hans Holzer, qui était plus centré sur les meurtres commis par Ronald DeFeo Jr.. George Lutz poursuivit Dino De Laurentiis en justice mais perdit le procès. Cependant, il obtint que la mention « This film has no affiliation with George and Kathy Lutz » (« Ce film n'a aucun lien avec George et Kathy Lutz ») soit inscrite sur les affiches du film.
Les experts en criminologie et phénomènes paranormaux, Ed et Lorraine Warren, furent consultés en 1976 pour étudier le caractère « surnaturel » de la vraie maison d'Amityville acquise par la famille Lutz. Ils ont par la suite été engagés comme consultants en démonologie pour Amityville 2 : Le Possédé[réf. à confirmer],,.

### Tournage
Contrairement au premier film, celui-ci a été majoritairement tourné dans les studios Churubusco au Mexique. Cependant, comme pour le premier volet, la maison de Toms River dans le New Jersey a été utilisée, car les autorités d'Amityville n'ont pas autorisé les tournages[réf. à confirmer],[réf. à confirmer].

## Distinction
- Rutanya Alda a été nommée au Razzie Award de la pire actrice dans un second rôle lors des Razzie Awards 1983[9]

## Autour du film
- Rappel des faits : en 1976, leurs trois enfants sous le bras, les Lutz avaient fui absolument terrorisés la maison d'Amityville qu'ils venaient d'acheter et dans laquelle ils avaient vécu un véritable cauchemar pendant 28 jours. Ils avaient pris la poudre d'escampette pour ne jamais plus y remettre les pieds. Chargés d’enquêter sur cette maison prétendument hantée, Ed et Lorraine Warren conclurent que s’il n’y avait pas à proprement parler de fantômes dans la maison d’Amityville, celle-ci pouvait être néanmoins visitée par des "esprits". Effectivement, deux cents ans auparavant, bien avant les évènements tragiques de 1974 qui sont à la base d’Amityville 2 : Le Possédé, les indiens, qui habitaient sur les rives de la rivière passant à côté de la maison, croyaient qu’elle était habitée par des entités démoniaques parce qu’elle avait été construite sur un ancien cimetière indien[5],[4].
- De la fiction à la réalité :

1re dépêche de l'Agence France-Presse, AFP 263 du 15 novembre 1974 à 23h23.

« Le massacre d'une famille de six personnes près de New York. Arrestation du meurtrier. Amityville (État de New York) "Accusé d'avoir massacré six membres de sa famille à Amityville, près de New York, un jeune homme de 23 ans, Ronald DeFeo, a été arrêté, annonce vendredi la police locale. Les corps sans vie du père, de la mère et des quatre frères et sœurs de Ronald, tous abattus dans le dos, avaient été découverts dans leur maison de Long Island, mercredi dernier… »

2e dépêche de l'Agence France-Presse, AFP 264 du 15 novembre 1974 à 23h26. Amityville, le massacre.

« …Ronald junior a minutieusement préparé la liquidation de sa famille, révèle l'enquête. Lors du dîner précédant le drame, il a administré un puissant soporifique à ses futures victimes. Quand ces dernières se sont lourdement endormies, il est passé de chambre en chambre et, méthodiquement, il a abattu dans leurs lits, à coups de carabine, son père, sa mère, ses sœurs Daws (18 ans), Allison (13 ans), et ses deux frères, Mark (11 ans) et John (9 ans). »

## DVD / Blu-ray
DVD (France) :
- Le film est sorti en DVD Keep Case le 1er avril 1999 chez l'éditeur Intégral Vidéo. Le ratio est en 1.33:1 plein écran 4/3. L'audio est en Français 2.0 stéréo sans sous-titres et sans suppléments[10].
- Le film est sorti en DVD Keep Case le 15 novembre 2000 chez l'éditeur Opening et distribué par Fravidis. Le ratio est en 1.33:1 plein écran 4/3. L'audio est en Français 1.0 mono sans sous-titres et sans suppléments[10].